# William Carney (polityk)
William Carney (ur. 1 lipca 1942 w Brooklynie, zm. 23 maja 2017 w Waszyngtonie) – amerykański polityk, związany z Partią Konserwatywną stanu Nowy Jork, a od 1985 członek Partii Republikańskiej.

## Działalność polityczna
W okresie od 3 stycznia 1979 do 3 stycznia 1987 przez cztery kadencje był przedstawicielem 1. okręgu wyborczego w stanie Nowy Jork w Izbie Reprezentantów Stanów Zjednoczonych.